# Manuela Oschmann
Manuela Oschmann (née Drescher le 9 juin 1965 à Zella-Mehlis) est une ancienne fondeuse allemande.

## Palmarès

### Championnats du monde
- Championnats du monde de 1985 à Seefeld  Autriche:
  -  Médaille de bronze en relais 4 × 5 km